# Голтен
Голтен (нід. Holten) — село в нідерландській провінції Оверейсел. Входить до муніципалітету Рейссен-Голтен.
Його площа становить 5,16 км², а населення станом на 2021 рік складало 9 410 осіб.
Раніше мало статус окремого муніципалітету.

## Галерея

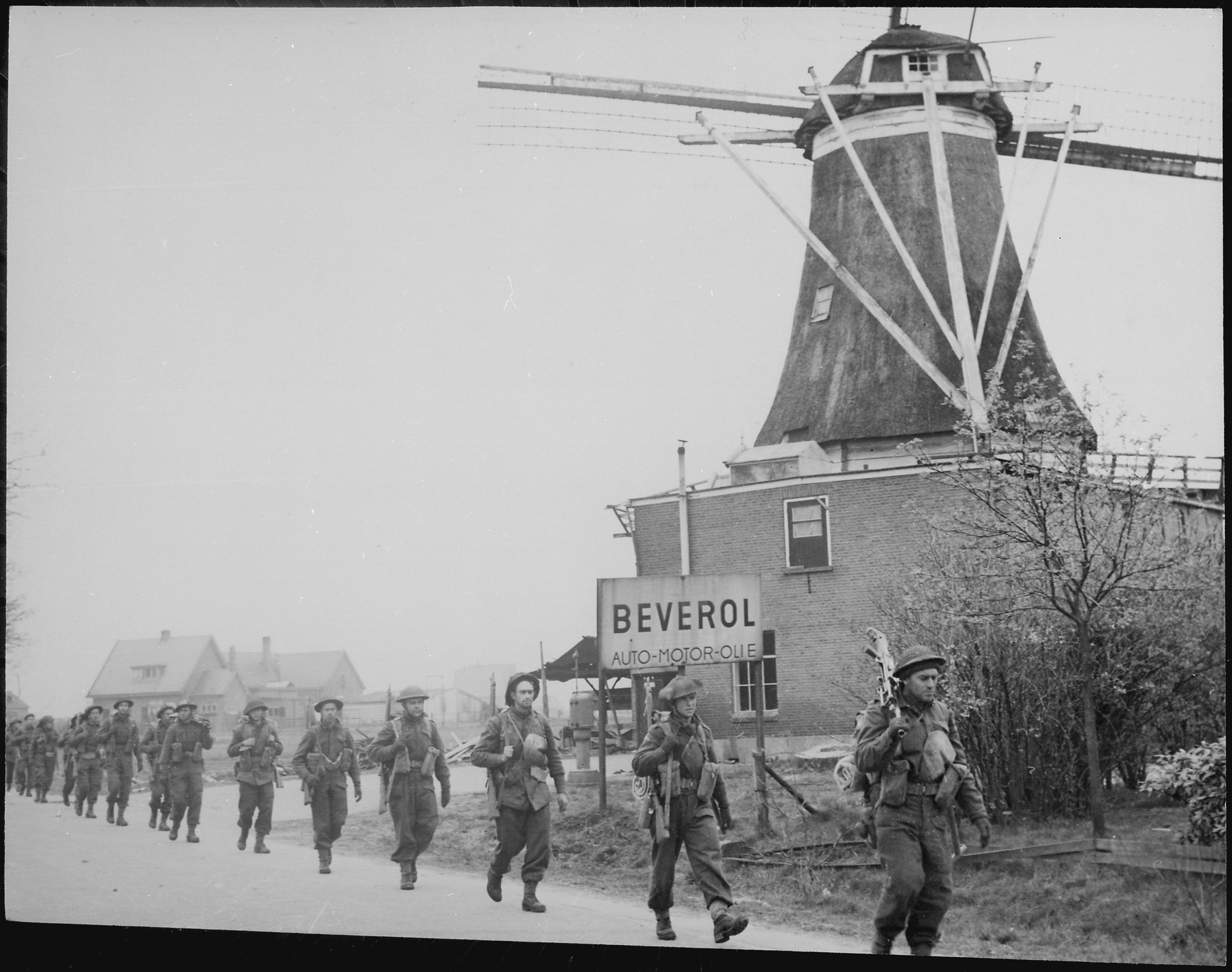
Прохід канадських вояків Голтеном, квітень 1945
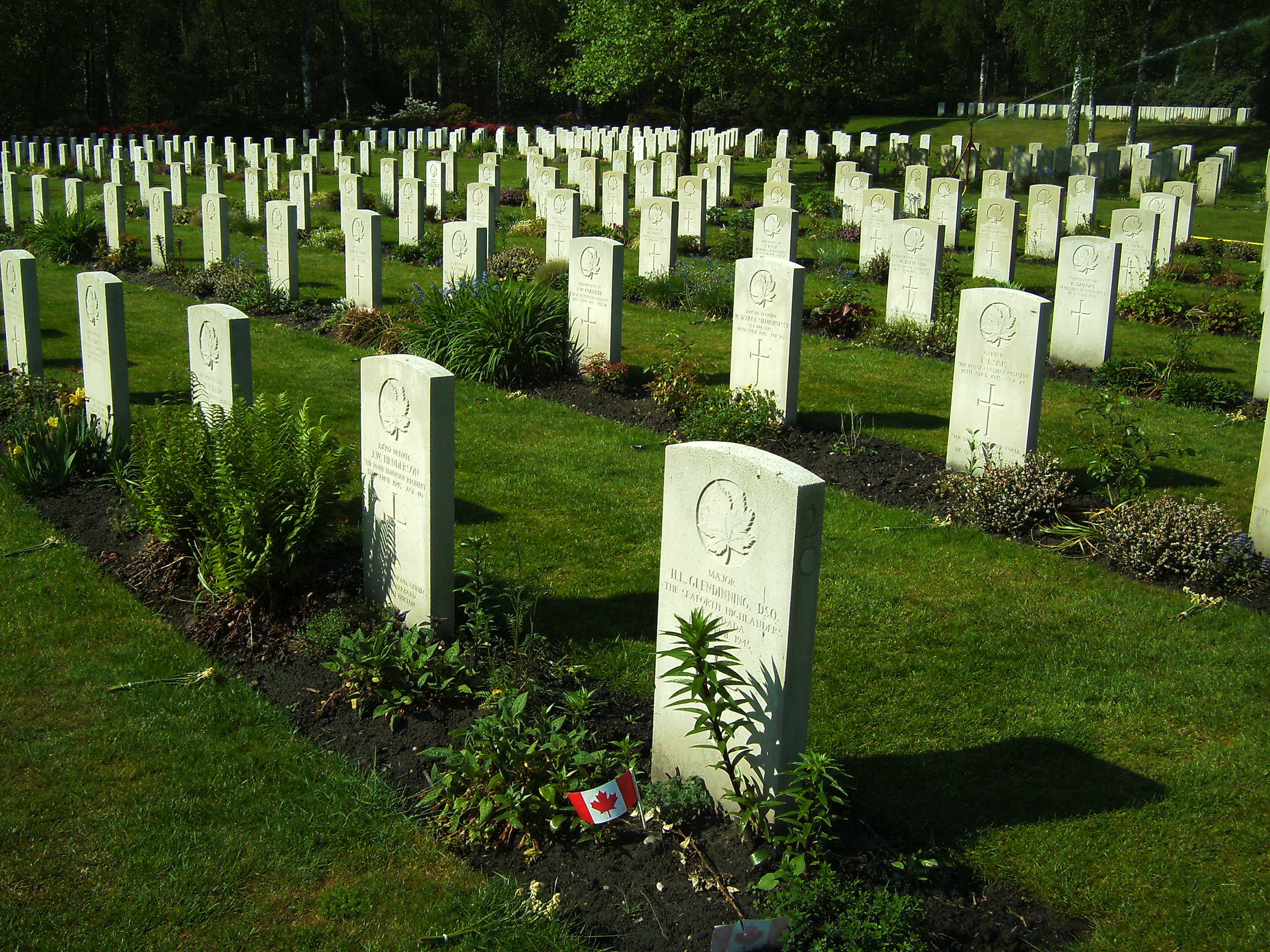
Канадський військовий цвинтар у селі